# Ramón Alfredo Dus
Ramón Alfredo Dus (San Lorenzo, 22 maggio 1956) è un arcivescovo cattolico argentino, dal 21 febbraio 2013 arcivescovo metropolita di Resistencia.

## Biografia

### Formazione e ministero sacerdotale
Dopo aver seguito gli studi filosofici e teologici nel seminario di Paraná è stato ordinato sacerdote l'8 dicembre 1980. Nel 1989 ha conseguito il dottorato in sacra scrittura presso il Pontificio Istituto Biblico di Roma. È stato docente nel seminario di Santa Fe e in quello di Paraná, dove ha ricoperto anche l'incarico di rettore.

### Ministero episcopale
Il 5 agosto 2005 papa Benedetto XVI lo ha nominato vescovo ausiliare di Reconquista, assegnandogli la sede titolare di Tibica.
Ha ricevuto l'ordinazione episcopale il 17 settembre successivo dalle mani dell'arcivescovo metropolita di Paraná Mario Luis Bautista Maulión, co-consacranti l'arcivescovo emerito di Paraná Estanislao Esteban Karlic e il vescovo di Reconquista Bishop Andrés Stanovnik.
Il 26 marzo 2008 papa Benedetto XVI lo ha nominato vescovo di Reconquista.
Nello stesso anno ha partecipato come padre sinodale alla XII assemblea generale ordinaria del sinodo dei vescovi, che ha dato origine all'esortazione postsinodale Verbum Domini.
Il 26 marzo 2009 e il 2 maggio 2019 ha compiuto la visita ad limina.
Il 21 febbraio 2013 lo stesso papa Benedetto XVI lo ha promosso arcivescovo metropolita di Resistencia, succedendo a mons. Fabriciano Sigampa, dimessosi per raggiunti limiti d'età. Ha preso possesso dell'arcidiocesi il successivo 3 maggio e ha ricevuto il pallio da papa Francesco il 29 giugno.
L'11 novembre 2014, durante la 108ª assemblea plenaria della Conferenza episcopale argentina, è stato eletto presidente della commissione episcopale per la catechesi e la pastorale biblica e membro della commissione permanente di tale organismo. Dall'11 al 14 luglio 2017 ha presieduto a Buenos Aires il primo simposio internazionale sulla catechesi.

## Genealogia episcopale e successione apostolica
La genealogia episcopale è:
- Cardinale Scipione Rebiba
- Cardinale Giulio Antonio Santori
- Cardinale Girolamo Bernerio, O.P.
- Arcivescovo Galeazzo Sanvitale
- Cardinale Ludovico Ludovisi
- Cardinale Luigi Caetani
- Cardinale Ulderico Carpegna
- Cardinale Paluzzo Paluzzi Altieri degli Albertoni
- Papa Benedetto XIII
- Papa Benedetto XIV
- Papa Clemente XIII
- Cardinale Bernardino Giraud
- Cardinale Alessandro Mattei
- Cardinale Pietro Francesco Galleffi
- Cardinale Giacomo Filippo Fransoni
- Cardinale Carlo Sacconi
- Cardinale Edward Henry Howard
- Cardinale Mariano Rampolla del Tindaro
- Cardinale Antonio Vico
- Arcivescovo Filippo Cortesi
- Arcivescovo Fermín Emilio Lafitte
- Arcivescovo Guillermo Bolatti
- Arcivescovo Jorge Manuel López
- Arcivescovo Mario Luis Bautista Maulión
- Arcivescovo Ramón Alfredo Dus

La successione apostolica è:
- Vescovo Ángel José Macín (2013)